# Petre T. Frangopol
Petre T. Frangopol (n. 26 mai 1933, Constanța, România – d. 11 decembrie 2020) a fost un inginer chimist român, membru de onoare al Academiei Române - Secția de științe chimice din anul 2012.

## Formarea profesională
Constănțean de origine, a urmat școala primară nr 1 din localitate (1940-1944), după care Liceul „Mircea cel Bătrân” din Constanța (1944-1951). A beneficiat de reglementările vremii și, în paralel cu clasa a X-a, s-a înscris la cursul de pregătire al ultimei clase de liceu, a XI-a, astfel că absolvă în același an ambele clase.
În perioada 1951-1956 a urmat cursurile Facultății de inginerie chimică a Universității tehnice din Iași pe care a absolvit-o cu o lucrare de licență intitulată „Coloranți cu sulf”, conducător științific fiind conferențiarul universitar Gheorghe Lupușor.
Urmând o tradiție de familie, devine astfel al treilea chimist al familiei Frangopol din Constanța, după Dumitru Frangopol (1884 – 1952), absolvent al Școlii Politehnice din München unde își susține și doctoratul (1910), care înființează primul Laborator de Chimie al Portului Constanța al cărui prim șef a fost (1915-1927), respectiv inginerul Ion Frangopol, care a lucrat între cele două războaie mondiale în industria petrolieră, la Ploiești (1930-1950). Lucrările acestuia au fost citate de prof. Negoiță Dănăilă întemeietorul învățământului și cercetării de chimie industrială din România.
După absolvirea facultății s-a angajat imediat (1956) la Institutul Petrochim din Ploiești însă, după câteva luni de zile, a fost selecționat de  nou creatul Institut de Fizică Atomică (IFA) de la Măgurele să urmeze cursurile de zi, timp  de un an (1956-1957), serie unică de specializare în Fizica și Tehnologia Nucleară la Facultatea de Fizică a Universității din București, grupa de Radiochimie, domeniu inexistent în România în acel moment. A fost un curs de specializare organizat de Horia Hulubei în cadrul Catedrei de Structura Materiei în colaborare cu IFA.
În 5 martie 1968 a susținut teza „Radicali liberi stabili din clasa diaril-azotului” cu care a obținut titlul de doctor inginer la Institutul Politehnic din Timișoara, în cadrul Facultății de chimie organică, sub conducerea profesorului Giorgio Ostrogovich, comisia de referenți fiind alcătuită din prof. Cornel Bodea, prof. J. Reichel și prof. Francisc Albert.
A câștigat prin concursuri internaționale stagii post-doctorale la National Research Council of Canada, Division of Chemistry, Ottawa (1969-1970) și Humboldt Dozentenstipendium, Germania (1972), cu un proiect trimis din străinătate. De asemenea, a fost post doctoral research associate (1971-1972) la George Washington University, Washington, D.C., USA, în cadrul unui proiect finanțat de NASA.

## Cariera
După absolvirea cursului este repartizat în colectivul ciclotron. La Institutul de Fizică Atomică a promovat toate treptele cercetării științifice, până la cercetător științific principal I și a fost adjunct (1960-1964) apoi șeful Laboratorului de compuși organici marcați izotopic (1964-1974) la a cărui creare și dezvoltare a contribuit decisiv. 
Din cauza lipsei unor laboratoare adecvate la Măgurele, aflate în construcție, conducerea institutului îl detașează în perioada de început (1958-1964) să lucreze în cadrul Laboratorului de chimie organică al Facultății de chimie industrială a Institutului Politehnic din București, condus de profesorul Costin D. Nenițescu.
A avut o contribuție semnificativă la proiectarea și punerea în funcțiune (1978) a Centrului de Producție Radiochimică a Institutului de Fizică Atomică.
În perioada de început s-a ocupat cu punerea la punct a tehnologiei de realizare în țară, la reactorul nuclear VVR-S de la Măgurele pus în funcțiune în 1957, a Iodului radioactiv I-131 (radioizotopul cel mai solicitat - până astăzi - de piața medicală românească). Descrierea tehnologiei de preparare a fost preluată integral în presa străină de specialitate.
De asemenea, Petre Frangopol a desfășurat activitate didactică la diferite universități din țară: profesor de biofizică și chimie biofizică la Universitatea "Alexandru Ioan Cuza" din Iași - Departamentul de biofizică și fizică medicală al Facultății de fizică (1991-1999), la Universitatea de Vest „Vasile Goldiș” din Arad - Departamentul de biofizică al facultății de medicină (1997-1999), la Universitatea "Babeș-Bolyai" din Cluj-Napoca - Facultatea de chimie (1999-2002) și la Departamentul de fizică al Universității Politehnica din București (2002-2004).
În perioada cât a lucrat la Iași a contribuit la crearea secției de Biofizică și a primei secții de Fizică Medicală într-o Universitate românească.
A lucrat în Institutul de Fizică Atomică până în 1993. După pensionare a pus la dispoziția societății experiența acumulată, ocupând diverse posturi de consilier. În perioada 1995-1998 a fost consilier al vicepreședintelui Academiei Române iar în perioada 2002-2010 a fost consilier științific la Consiliul Național al Cercetării Științifice. De asemenea, a fost consilier la Institutul Național de Fizică și Inginerie Nucleară "Horia Hulubei" și membru în Comisia prezidențială pentru analiza și elaborarea de politici în domeniul educației și cercetării.
A fost sau este membru al mai multor societăți de renume:
- Institutul internațional de Oceanografie - Centrul Operațional al Mării Negre (din 1999);
- Societatea Franceză de Chimie (1969-1990);
- Societatea Americană de Chimie (1970-1990);
- Societatea Germană de Chimie (din 1971);
- Societatea Română de Chimie;
- Societatea Română de Biofizică.

Printre domeniile în care Petre Frangopol a avut preocupări se numără: chimia organică, chimia fizică organică, radiochimia, chimia biofizică, biofizica, fizica medicală, arheometrie, oceanografie, politici ale științei și management în acest domeniu, scientometrie, istoria chimiei în România.

## Activitatea editorială
Este autor a peste 331 de lucrări științifice publicate în periodice românești și străine de specialitate, peste 150 fiind menționate de Science Finder - publicație a Societății de Chimie din America. De asemenea, 74 articole privind politici ale științei în România au fost publicate în suplimentul Aldine al ziarului România Liberă, în perioada 1999-2008, 10 articole despre scientometrie au fost publicate în Revista de Chimie și Revista de Politica Științei și Scientometrie, și numeroase alte articole în publicații precum Contemporanul, Tomis, Tribuna Școlii, Steaua (Cluj-Napoca), Forum, Știință și Tehnică, Curierul de Fizică.
Timp de 5 ani (2012-2016) a fost redactor șef al Revistei de Politica Științei și Scientometrie. Serie nouă. De asemenea, este membru în Consiliul de recenzenți (Distinguished Reviewers Board) al renumitei reviste Scientometrics publicată de editura Springer și membru în colegiile editoriale ale revistelor Journal of Radioanalytical and Nuclear Chemistry, Scientometrics și Roumanian Journal of Chemistry.
Din 1969 a fost, peste 20 de ani, unul din cei doi abstractori români la Chemical Abstracts Service (CAS), Columbus, Ohio, SUA și a contribuit decisiv la includerea Revistei de Chimie printre  revistele indexate și abstractate  de CAS.
La CNCSIS a contribuit decisiv la aducerea pentru prima dară în țară a băncii de date Science Citation Index publicată de Institute of Scientific Information din Philadelphia - SUA.
A contribuit la dezvoltarea Bibliotecii Institutului de Fizică Atomică care a devenit cea mai bogată și completă bibliotecă de chimie din țară și una dintre cele mai bune biblioteci interdisciplinare de institut din lume, la un moment dat având 2500 de abonamente.

### Lucrări publicate (listă selectivă)

#### Teza de doctorat
- Radicali liberi stabili din clasa diarilazotului, Teză de doctorat, conducător științific: Giorgio Ostrogovich, Membru Corespondent al Academiei Române, 5 martie 1968.

#### Cărți
- Mediocritate și excelență: o radiografie a științei și învățământului din România vol.6 - 2016 Arhivat în 26 februarie 2017, la Wayback Machine., vol.5 - 2014, vol.4 - 2011, vol.3 - 2008, vol.2 - 2005, vol.1 - 2002.
- Elite ale cercetătorilor din România: Matematică, fizică, chimie, Cluj-Napoca, Editura Casa Cărții de Știință, 2004.
- Colaborarea științifică Horia Hulubei – Yvette Cauchois și spiritualitatea maramureșeană Arhivat în 26 februarie 2017, la Wayback Machine., Cluj-Napoca, Editura Casa Cărții de Știință, 2016.
- Biofizica. Probleme actuale, Editura EDIMPEX - Speranța, 1992.

#### Brevet de invenție
- O nouă sinteză de preparare a 2,5-diariloxazolilor - Petre T. Frangopol, Certificat de autor nr 44.437, 17 mai 1961

## Distincții
- Premiul "Constantin Miculescu" al Academiei Române pentru cercetări în domeniul chimiei biofizice (1990);
- Diploma de onoare a Institutului Național de Fizică și Inginerie Nucleară "Horia Hulubei" (2006) pentru contribuții deosebite în activitatea institutului, de la înființarea acestuia;
- Diploma de Profesor de Onoare a Universității de medicină și farmacie "Iuliu Hațieganu" din Cluj-Napoca (2008);
- Marea diplomă de onoare a Comisiei Naționale de Arheometrie (1997);
- Cetățean de onoare al Municipiului Constanța.[11]